# Sit alpejski
Sit alpejski (Juncus alpinoarticulatus Chaix) – gatunek rośliny z rodziny sitowatych. Występuje na półkuli północnej w strefie klimatu umiarkowanego.
W Polsce rośnie w rozproszeniu na obszarze całego kraju.

## Morfologia

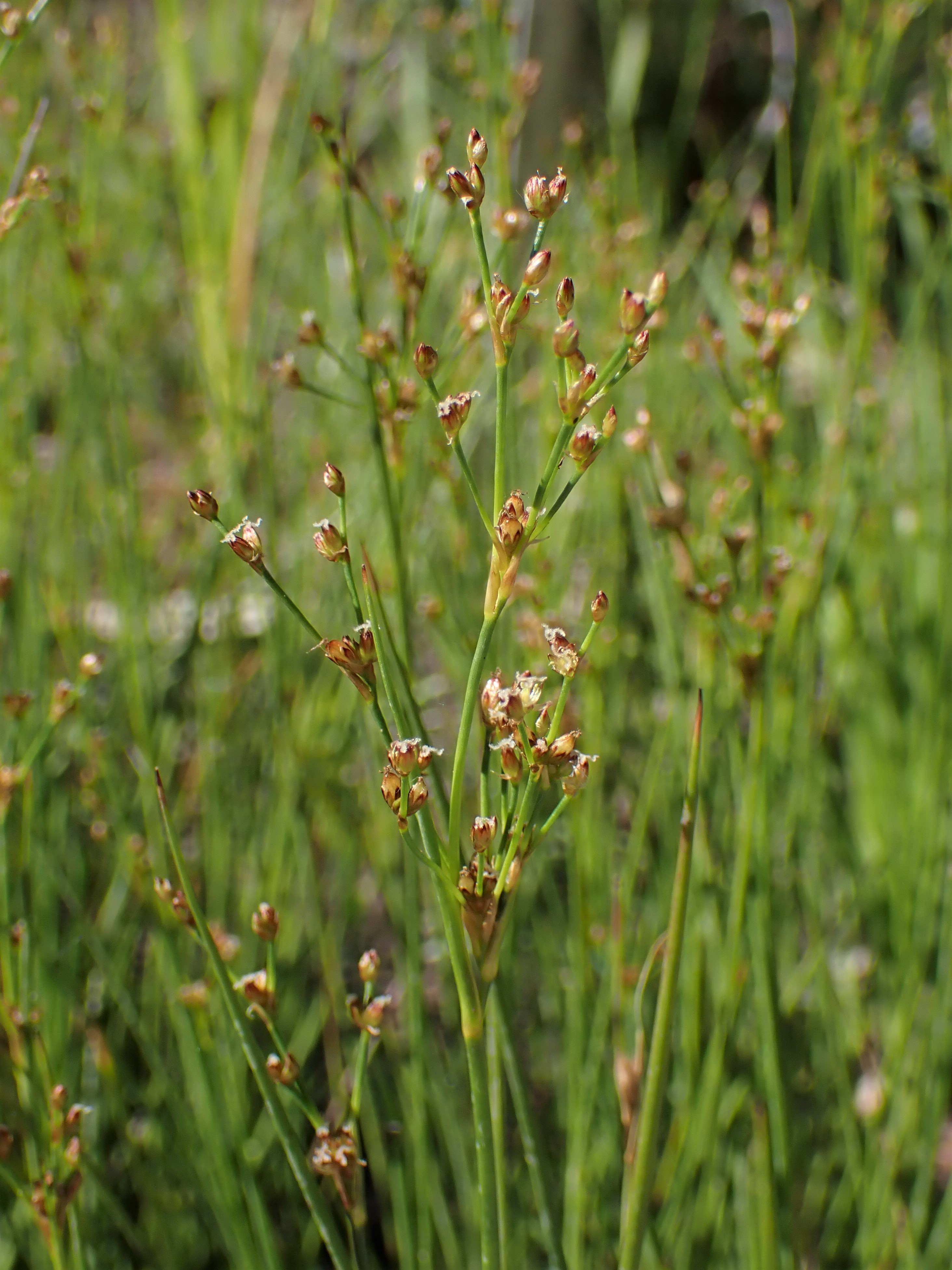
Kwiatostan

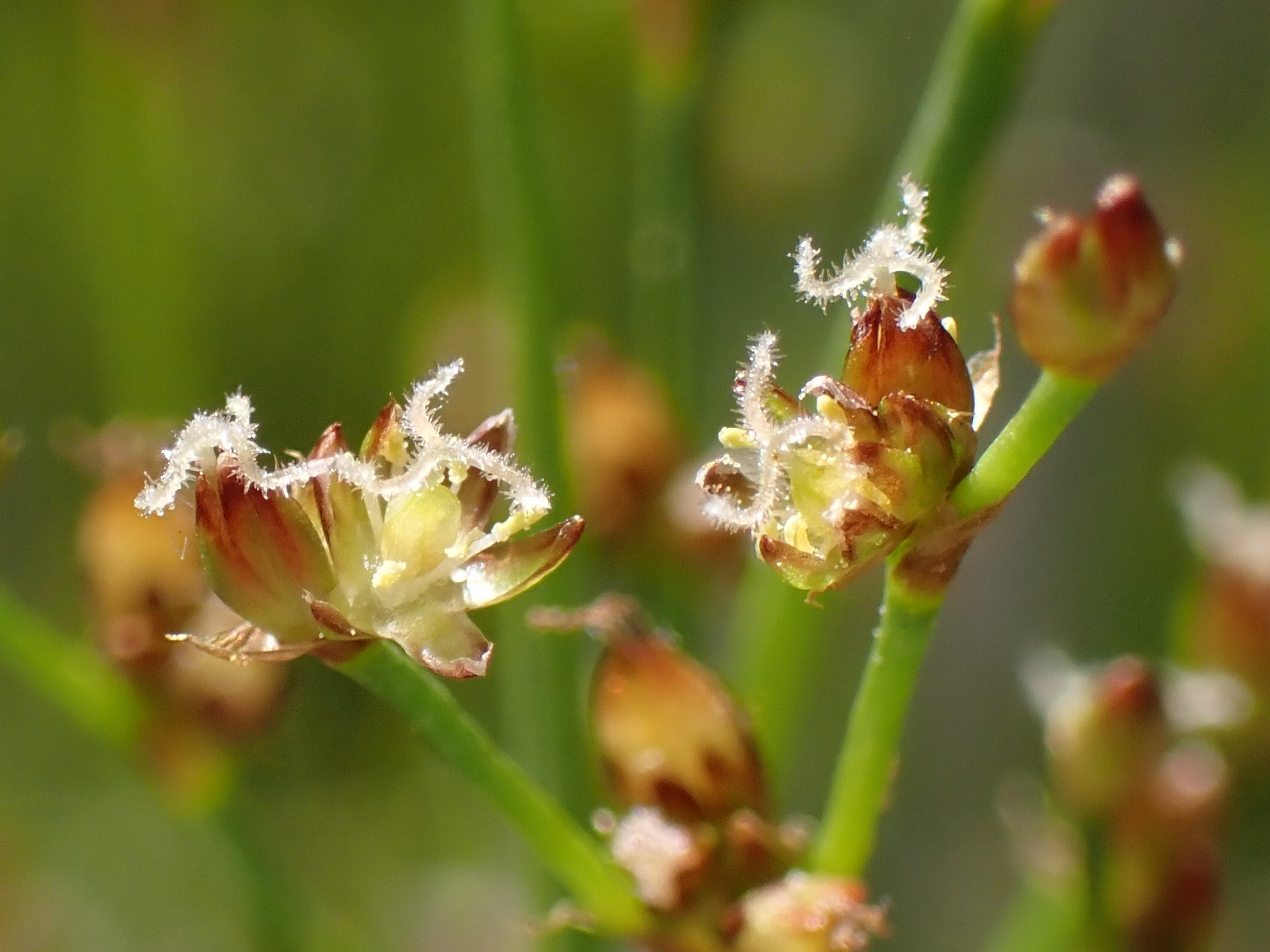
Kwiaty

ŁodygaCienka, o wysokości 10–60 cm.
LiścieSłabo spłaszczone, sitowate, przegradzane.
KwiatyCiemnobrunatne, o długości 2–2,5 mm, zebrane w główki o szerokości 3–4 mm. Wewnętrzne działki okwiatu tępe, zaokrąglone. Zewnętrzne działki okwiatu wybiegające pod wierzchołkiem w drobny kolec na grzbiecie. Sześć pręcików.
OwocPodłużna, czerwonobrunatna lub czarnobrunatna, jednokomorowa torebka, nie krótsza od działek, tępawa na zwężonym szczycie, z maleńkim dzióbkiem.

## Biologia i ekologia
Bylina, hemikryptofit. Kwitnie od czerwca do sierpnia. Rośnie na torfowiskach i brzegach wód. Liczba chromosomów 2n = 40. Gatunek charakterystyczny torfowisk mszysto-turzycowych i mszarów z klasy Scheuchzerio-Caricetalia nigrae.

## Zagrożenia i ochrona
Roślina umieszczona na polskiej czerwonej liście w kategorii NT (bliski zagrożenia). Znajduje się także w czerwonej księdze gatunków zagrożonych w kategorii LC (najmniejszej troski).